# Лю Чженьюнь
Лю Чженьюнь (劉震云, 1934 ) — письменник Китайської Народної Республіки, представник неореалізму.

## Життєпис
Походив з селянської родини. Народився у повіті Яньцзінь провінції Хенань. У 1973–1978 роках служив в армії у пустелі Гобі. Відразу після проходження служби поступив до Пекінського університету, на філологічний факультет, який закінчив у 1982 році. Після цього працював за розподілом в щоденній газеті «Нунмінь жибао» (Селянський оглядач). Водночас видав перші новели й ста членом Пекінського відділення Союзу китайських письменників. З 1988 до 1991 року навчався в аспірантурі літературного інституту ім. Лу Сіня при Пекінському педагогічному університеті. Натепер мешкає у Пекіні.

## Творчість
Став відомим завдяки повісті «Настил для пагоди», за яку отримав загальнокитайську премію 1987–1988 років. У творах «Всюди курячі пір'я» (1991 рік), «Чиновництво» (1992), «Організація» (1992), а також збірки творів у 4 томах 1996 року Лю Чженьюнь в сатиричній формі відображає життя і побут городян і дрібних чиновників, їх рутинне існування.
Серія романів про рідний край «Батьківщина, Піднебесна, хризантеми» (1991 рік), «Перекази рідного краю» (1993 рік), «Локшина і квіти рідного краю» (1998 рік) відобразили перехід творчості Лю Чженьюня в бік дослідження побуту і звичаїв селян, історії китайського села. У романі «Перекази рідного краю» автор показує зв'язок рідного повіту Яньцзінь з історією Китаю. У романі «Локшина і квіти рідного краю», використовуючи авангардні прийоми і метод текстового колажу, він піднімає проблему руйнування спільності села та самосвідомості селян під тиском модернізації.
Повість «Згадуючи 1942» (1993 рік) є зразком історичного розслідування подій, пов'язаних зі страшним голодом 1942 року в рідній провінції автора. Роман Лю Чженьюня «Мобільний телефон» (2003 рік) підіймає проблему спілкування між його сучасниками. За нього автор отримав літературну премію «Сінь лан», що присуджується за результатами опитування в Інтернеті. У 2011 році отримав літературну премію Мао Дуня за роман «Одна пропозиція варта десяти тисяч». У 2014 році вийшов ще один роман «Я не вбивав моєї дружини».